# Fiães
Fiães este un oraș în Santa Maria da Feira, Portugalia.